# Comaile
Comaile (također se piše Komalie) je rijeka u Eritreji. Izvire između gradova Adi Keyh i Senafe. Teče niz istočne strmine Eritreje do gradića Foro blizu obale Crvenog mora. Na ovom mjestu spaja se s dvije druge rijeke, Aligide i Haddas. Od ove točke nastavlja se sve do ušća na obali Crvenog mora.:2